# یلنا میگونوا
یلنا میگونوا (انگلیسی: Yelena Migunova؛ زادهٔ ۴ ژانویهٔ ۱۹۸۴) دونده اهل اتحاد جماهیر شوروی سوسیالیستی است.